# Never Never (canción de Korn)
«Never Never» es una canción de la banda estadounidense de nu metal Korn. Fue lanzado el 10 de agosto de 2013 como el primer sencillo de su undécimo álbum de estudio The Paradigm Shift, editado en octubre de 2013. Es el primer trabajo de la banda con su guitarrista original y cofundador Brian "Head" Welch desde 2004. Se convirtió en el primer sencillo de la banda en obtener el número uno en la lista del Mainstream Rock Songs de la revista Billboard.
Fue tema oficial de WWE TLC: Tables, Ladders and Chairs del 2013, evento PPV de la WWE

## Antecedentes y composición
Jonathan Davis manifestó que la canción hace referencia a “las relaciones humanas donde muy a menudo la gente se pierde, intentando crear situaciones que inevitablemente fracasan cuando faltan sinceridad y sentimientos”.

## Video musical
El video musical fue dirigido por Giovanni Bucci y estrenado el 6 de septiembre por su canal en YouTube. Muestra a los miembros de la banda situados sobre un enorme y surrealista reloj donde en el centro, una mujer vestida de negro con cuernos es la controladora de las manecillas que los amenazan a cada instante. Incluye técnicas de slow motion combinado con animaciones.

## Lista de canciones
- Descarga digital[5]

1. «Never Never» – 3:39

## Personal
Créditos adaptados a partir de las notas del sencillo.
- Voces: Jonathan Davis
- Guitarras: Brian "Head" Welch, James "Munky" Shaffer
- Bajo: Reginald "Fieldy" Arvizu
- Batería: Ray Luzier
- Producción: Don Gilmore

## Posicionamiento en listas
| Lista (2013)                           | Mejor posición |
| -------------------------------------- | -------------- |
| Estados Unidos (Alternative Songs)     | 36             |
| Estados Unidos (Mainstream Rock Songs) | 1              |
| Estados Unidos (Active Rock)           | 1              |
| Estados Unidos (Rock Songs)            | 30             |
| Estados Unidos (Rock Airplay)          | 13             |

### Sucesión en listas
| Anterior: «Hail to the King» de Avenged Sevenfold | Mainstream Rock Songs — Sencillo Nro 1 16 de noviembre de 2013 — 7 de diciembre de 2013 | Siguiente: «Lola Montez» de Volbeat |